# 邁爾康·福布斯
邁爾康·福布斯（英語：Malcolm Stevenson Forbes，1917年8月19日—1990年2月24日）是一位美國編輯，是富比士雜誌的發行人。

## 生平
1917年出生于新泽西州恩格尔伍德，畢業於普林斯頓大學。是《福布斯》创始人伯蒂·查尔斯·福布斯的儿子。

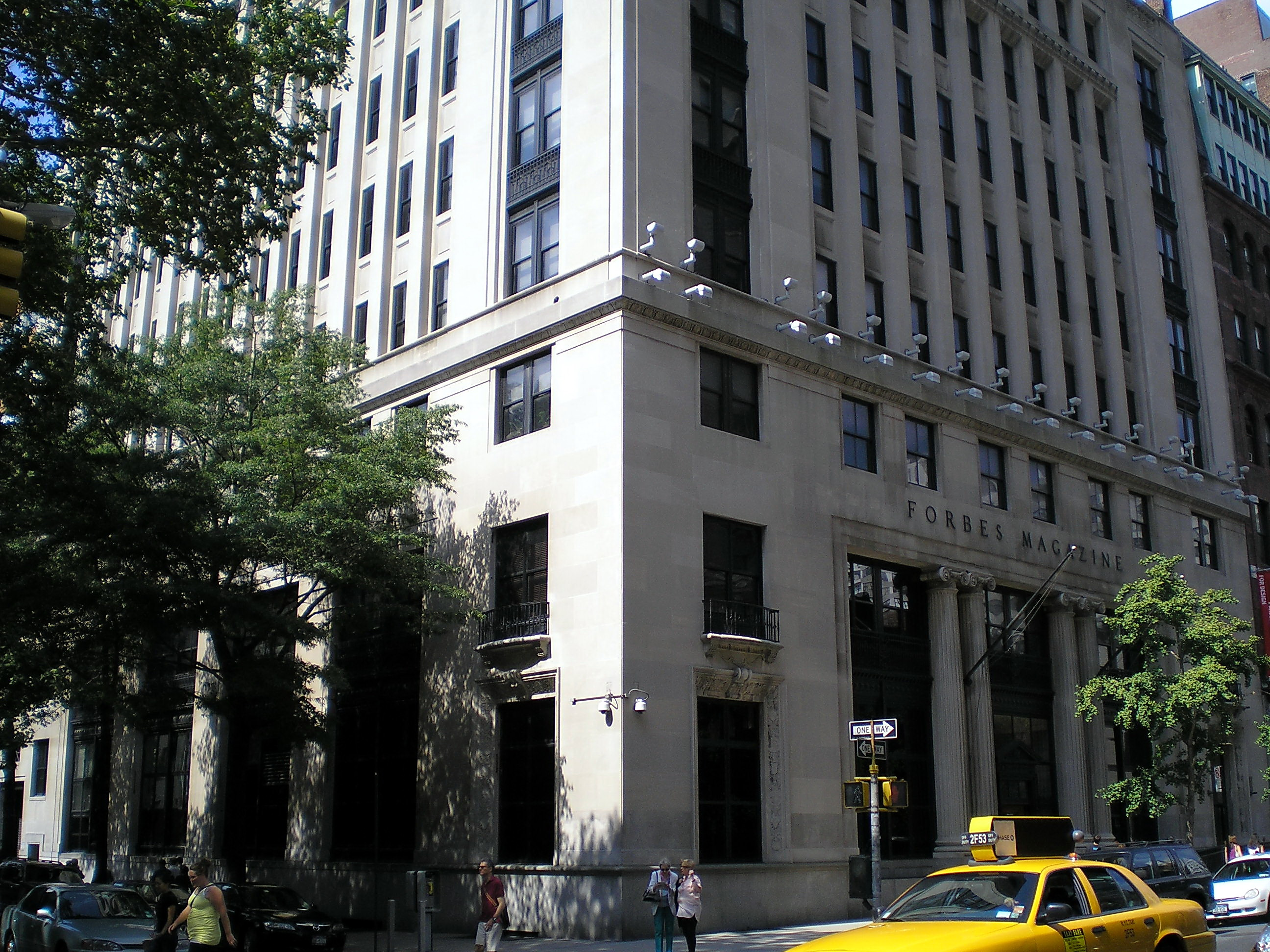
《福布斯》总部